# جوني ستارك
جوني ستارك (بالإنجليزية: Johnny Stark)‏ (29 مايو 1972 في كندا - ) هو لاعب كرة قدم أمريكي في مركز الهجوم. لعب مع DFW Tornados ‏ وHouston Hotshots ‏ وSan Antonio Pumas ‏ وDallas Sidekicks (1984–2004) ‏.